# Lista de residências dos presidentes dos Estados Unidos
Esta é uma lista de residências particulares dos presidentes dos Estados Unidos.

## Casas particulares dos presidentes

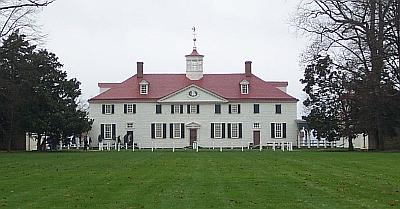
Mount Vernon, casa de plantação de George Washington, localizada no Condado de Fairfax, Virgínia

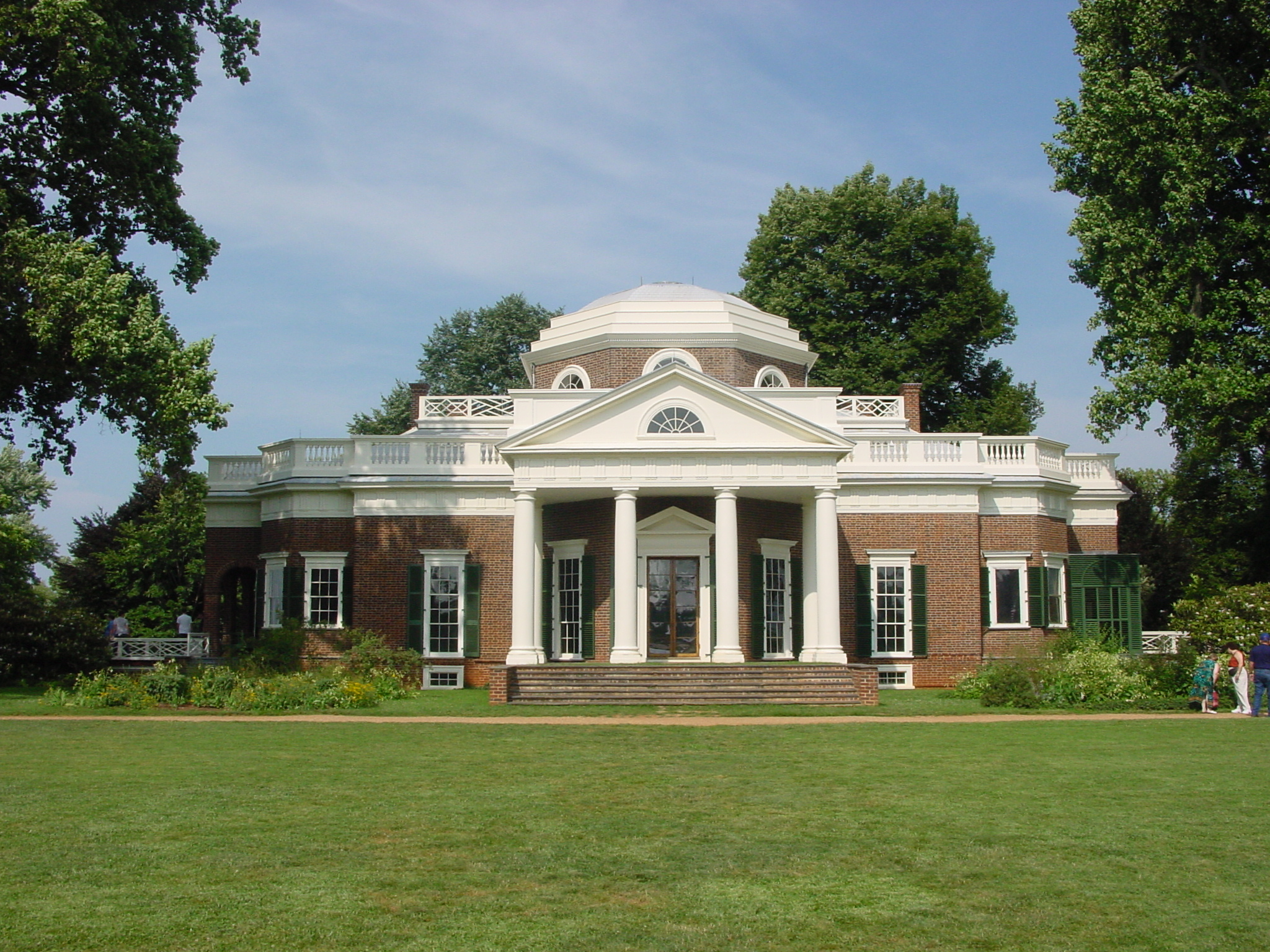
Monticello, casa de plantação de Thomas Jefferson, localizada no Condado de Albemarle, Virgínia; aparece na parte de trás da moeda de cinco centavos de dólar americano

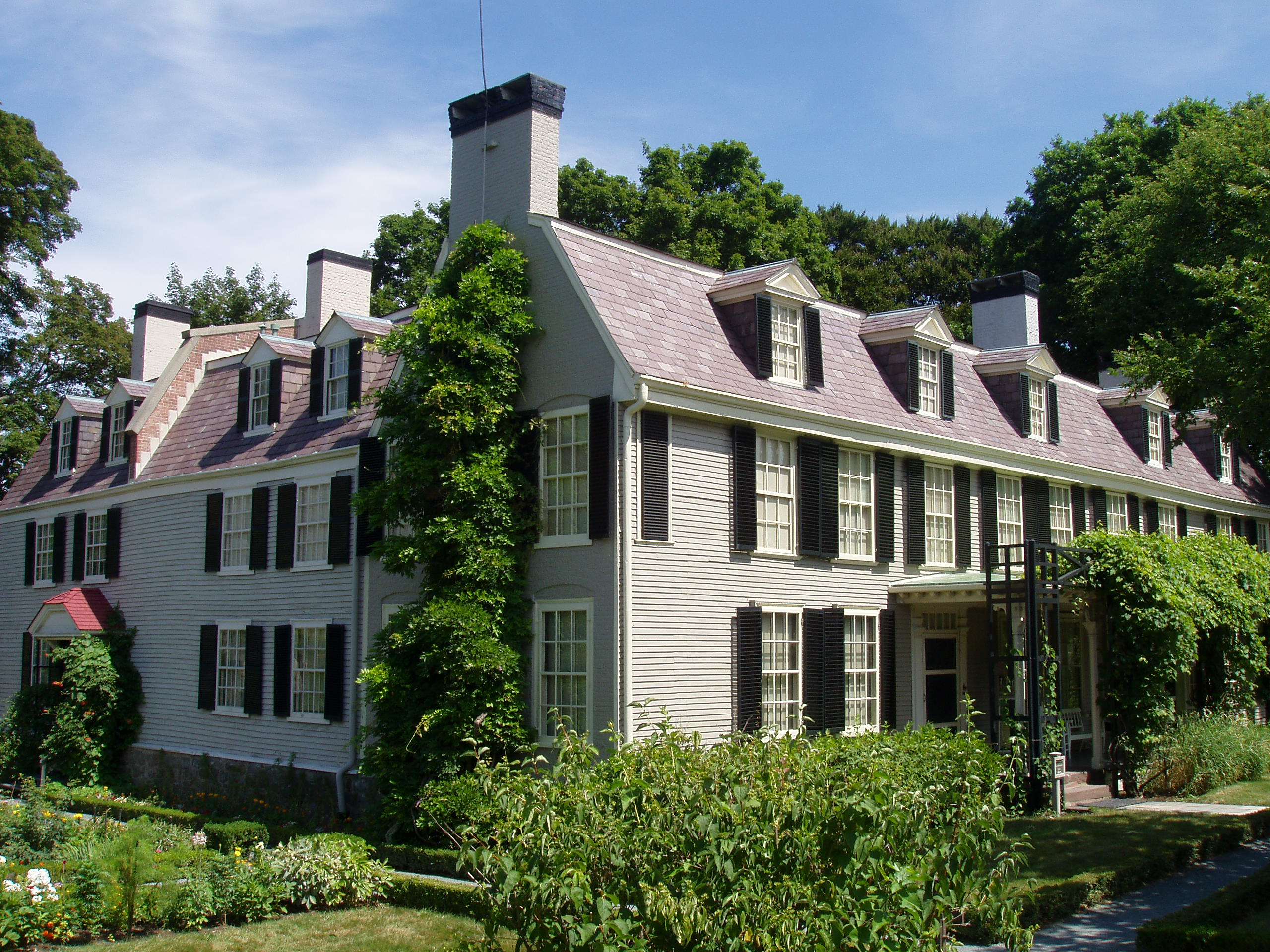
Peacefield, a casa de John Adams e John Quincy Adams em Quincy, Massachusetts

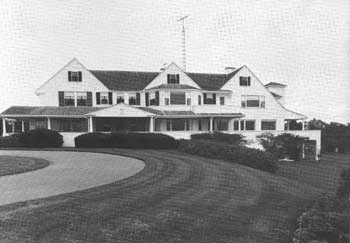
O Kennedy Compound, casa de John F. Kennedy em Hyannis Port, Massachusetts

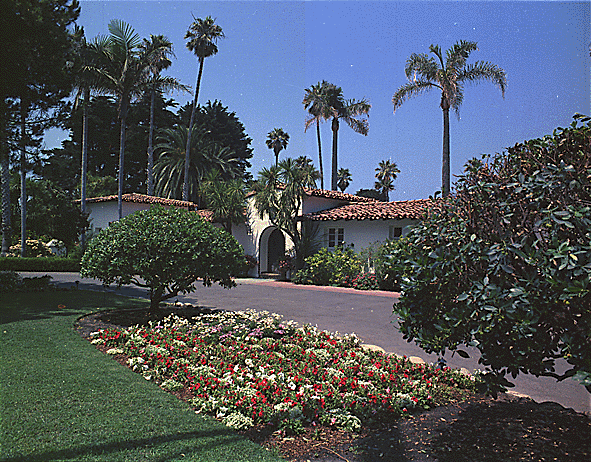
La Casa Pacifica, casa de Richard Nixon em San Clemente, Califórnia

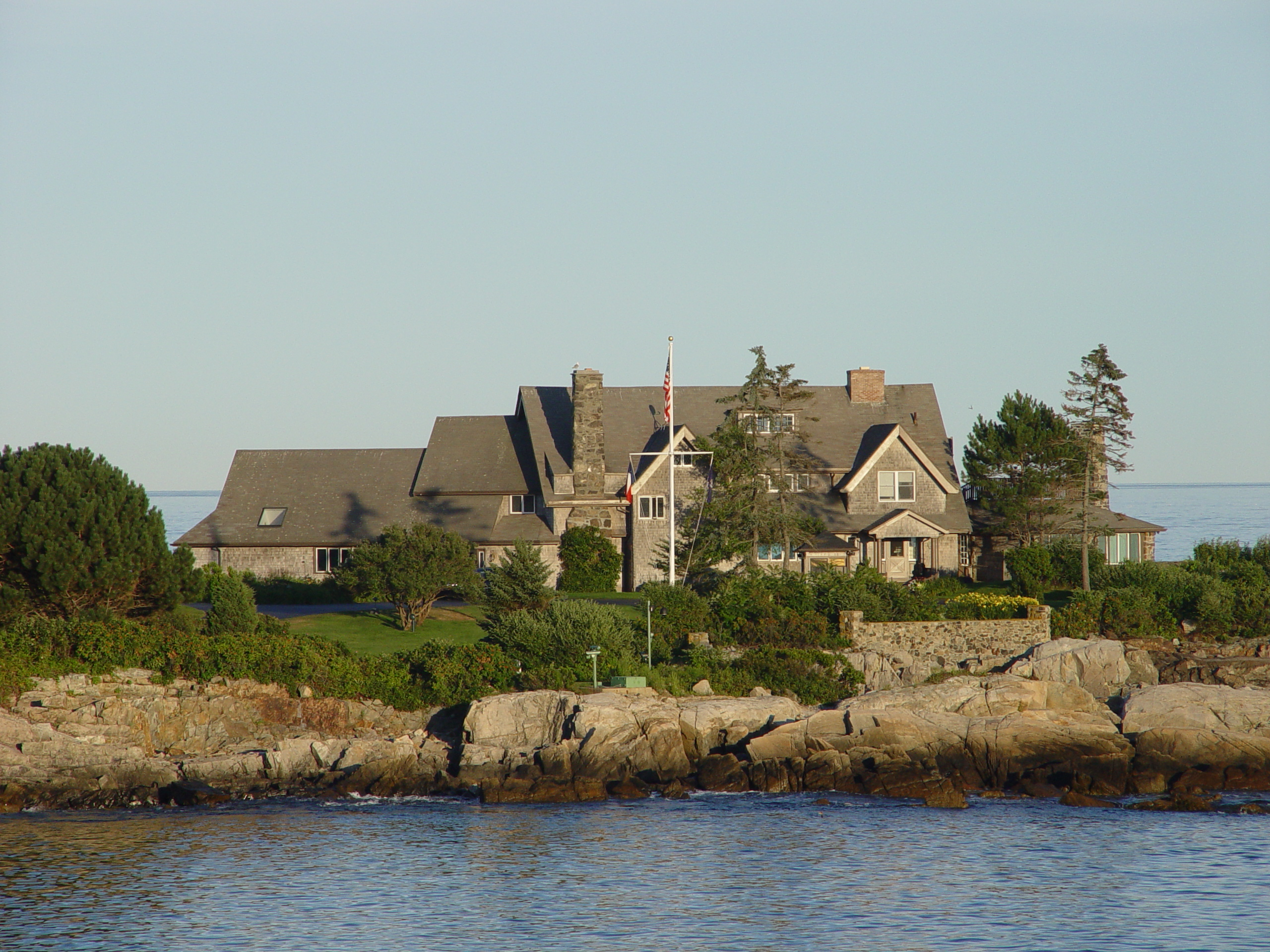
Walker's Point, casa de George H. W. Bush em Kennebunkport, Maine

Esta é uma lista das casas onde os presidentes residiram com suas famílias antes ou após seu mandato presidencial.
| Ordem | Presidente             | Localização |
| ----- | ---------------------- | --- |
| 1     | George Washington      | Ferry Farm, Condado de Stafford, Virgínia Mount Vernon, Mount Vernon (Virgínia) |
| 2     | John Adams             | Peacefield, Quincy (Massachusetts) Casa natal de John Adams, Quincy, Massachusetts Casa durante a fundação dos Estados Unidos, Quincy, Massachusetts                                       |
| 3     | Thomas Jefferson       | Monticello, Charlottesville, Virgínia Poplar Forest, Forest (Virgínia) |
| 4     | James Madison          | Montpelier, Orange (Virgínia) |
| 5     | James Monroe           | Ash Lawn-Highland, Charlottesville, Virgínia Oak Hill, Leesburg (Virgínia) |
| 6     | John Quincy Adams      | Peacefield, Quincy (Massachusetts) Casa natal e de infância, Quincy, Massachusetts |
| 7     | Andrew Jackson         | The Hermitage, Nashville, Tennessee |
| 8     | Martin Van Buren       | Lindenwald, Kinderhook, Nova Iorque |
| 9     | William Henry Harrison | Berkeley Plantation, Condado de Charles City, Virgínia Grouseland, Vincennes (Indiana) |
| 10    | John Tyler             | Sherwood Forest Plantation, Condado de Charles City, Virgínia |
| 11    | James K. Polk          | Casa de James K. Polk, Columbia (Tennessee) Polk Place, Nashville, Tennessee (demolida) |
| 12    | Zachary Taylor         | Casa de Zachary Taylor, Louisville, Kentucky |
| 13    | Millard Fillmore       | Casa de Fillmore, East Aurora, Nova Iorque |
| 14    | Franklin Pierce        | Franklin Pierce Homestead, Hillsborough (Nova Hampshire) Pierce Manse, Concord (Nova Hampshire)                                                                                            |
| 15    | James Buchanan         | Wheatland, Lancaster (Pensilvânia) |
| 16    | Abraham Lincoln        | Casa de Lincoln, Springfield (Illinois) |
| 17    | Andrew Johnson         | Casa de Andrew Johnson, Greeneville, Tennessee |
| 18    | Ulysses S. Grant       | Casa de Ulysses S. Grant, Galena (Illinois) Fazenda de Grant, St. Louis (Missouri) |
| 19    | Rutherford B. Hayes    | Spiegel Grove, Fremont (Ohio) |
| 20    | James A. Garfield      | Lawnfield, Mentor (Ohio) |
| 21    | Chester A. Arthur      | Casa de Chester A. Arthur, Nova Iorque |
| 22/24 | Grover Cleveland       | Westland Mansion, Princeton, Nova Jérsei |
| 23    | Benjamin Harrison      | Casa de Benjamin Harrison, Indianápolis, Indiana |
| 25    | William McKinley       | Casa de William McKinley, Canton (Ohio) |
| 26    | Theodore Roosevelt     | Sagamore Hill, Cove Neck, Nova Iorque Pine Knot, Condado de Albemarle, Virgínia |
| 27    | William Howard Taft    | Casa de Taft, Cincinnati, Ohio |
| 28    | Woodrow Wilson         | Casa de Woodrow Wilson, Washington, D.C. Augusta (Geórgia) |
| 29    | Warren G. Harding      | Casa de Warren G. Harding, Marion (Ohio) |
| 30    | Calvin Coolidge        | Casa de Calvin Coolidge, Northampton (Massachusetts) Coolidge Homestead, Plymouth Notch, Vermont                                                                                           |
| 31    | Herbert Hoover         | Forest Hills, Washington, D.C. Sítio Histórico Nacional Herbert Hoover, West Branch (Iowa) Casa de Lou Henry e Herbert Hoover, Stanford (Califórnia) Waldorf Astoria New York, Nova Iorque |
| 32    | Franklin D. Roosevelt  | Springwood, Hyde Park (Nova Iorque) Little White House, Warm Springs (Geórgia) Casa de campo na ilha Campobello (Canadá)                                                                   |
| 33    | Harry S. Truman        | Casa de Truman, Independence (Missouri) |
| 34    | Dwight D. Eisenhower   | Fazenda Eisenhower, Gettysburg (Pensilvânia) |
| 35    | John F. Kennedy        | Kennedy Compound, Hyannis Port, Massachusetts Wexford, Marshall (Virgínia) |
| 36    | Lyndon B. Johnson      | LBJ Ranch, Stonewall (Texas) |
| 37    | Richard Nixon          | Yorba Linda, Califórnia Whittier (Califórnia) Nova Iorque, Nova Iorque La Casa Pacifica, San Clemente (Califórnia) Saddle River, Nova Jérsei Park Ridge (Nova Jérsei)                      |
| 38    | Gerald Ford            | Casa de Gerald R. Ford Jr., Alexandria (Virgínia) Rancho Mirage, Califórnia |
| 39    | Jimmy Carter           | 209 Woodland Drive, Plains (Geórgia) |
| 40    | Ronald Reagan          | General Electric Showcase House, Pacific Palisades, Los Angeles Rancho del Cielo, Santa Bárbara (Califórnia) 668 St. Cloud Road, Bel Air, Los Angeles                                      |
| 41    | George H. W. Bush      | Walker's Point, Kennebunkport (Maine) West Oaks, Houston, Texas |
| 42    | Bill Clinton           | Casa de Clinton, Fayetteville (Arkansas) Chappaqua, Nova Iorque Washington, D.C. |
| 43    | George W. Bush         | Prairie Chapel Ranch, Crawford (Texas) Preston Hollow, Dallas, Texas |
| 44    | Barack Obama           | Hyde Park, Chicago, Illinois Kalorama (Washington, D.C.) |
| 45    | Donald Trump           | Trump Tower, Nova Iorque Mar-a-Lago, Palm Beach (Flórida) Ver Residências de Donald Trump                                                                                                  |
| 46    | Joe Biden              | Greenville (Delaware) |

## Casas presidenciais de férias
Durante seu mandato, muitos presidentes possuíram ou alugaram casas de férias em várias partes do país, que são frequentemente chamadas pelos jornalistas de "Casa Branca Ocidental", "Casa Branca de Verão" ou "Casa Branca de Inverno", dependendo da localização ou estação.

### Casa Branca de Verão
A "Casa Branca de Verão" é normalmente o nome dado à residência de férias de verão do presidente dos Estados Unidos em exercício, além de Camp David, o acampamento militar nas montanhas do Condado de Frederick, Maryland, usado como refúgio rural e para proteção de alerta de presidentes e seus convidados.
| Anos                      | Presidente            | Nome da propriedade                       | Localização                                     |
| ------------------------- | --------------------- | ----------------------------------------- | ----------------------------------------------- |
| 1789–1797                 | George Washington     | Mount Vernon                              | Condado de Fairfax, Virgínia                    |
| 1793–1794                 | George Washington     | Deshler-Morris House                      | Filadélfia Pensilvânia                          |
| 1805–1808                 | Thomas Jefferson      | Poplar Forest                             | Forest (Virgínia)                               |
| 1853–1857                 | Franklin Pierce       | 48 Central Street                         | Andover (Massachusetts)                         |
| 1857–1860                 | James Buchanan        | Bedford Springs Hotel                     | Bedford (Pensilvânia)                           |
| 1862–1864                 | Abraham Lincoln       | Cottage at the Soldiers' Home             | Washington, D.C.                                |
| 1869–1876                 | Ulysses S. Grant      | Ulysses S. Grant Cottage                  | Long Branch (Nova Jérsia)                       |
| 1877–1881                 | Rutherford B. Hayes   | Spiegel Grove                             | Fremont (Ohio)                                  |
| 1886–1888                 | Grover Cleveland      | Oak View Upon Red Top                     | Washington, D.C.                                |
| 1887–1888                 | Grover Cleveland      | Wateridge                                 | Marion (Massachusetts)                          |
| 1889–1892                 | Benjamin Harrison     | Congress Hall                             | Cape May, Nova Jérsei                           |
| 1893–1896                 | Grover Cleveland      | Gray Gables                               | Bourne (Massachusetts)                          |
| 1893–1896                 | Grover Cleveland      | Woodley                                   | Washington, D.C.                                |
| 1897, 1899                | William McKinley      | Hotel Champlain                           | Plattsburgh, Nova Iorque                        |
| 1901–1908                 | Theodore Roosevelt    | Sagamore Hill                             | Cove Neck, Nova Iorque                          |
| 1909–1910                 | William Howard Taft   | Stetson Cottage                           | Beverly (Massachusetts)                         |
| 1911–1912                 | William Howard Taft   | Parramatta                                | Beverly (Massachusetts)                         |
| 1913–1915                 | Woodrow Wilson        | Harlakenden                               | Cornish (Nova Hampshire)                        |
| 1916                      | Woodrow Wilson        | Shadow Lawn                               | West Long Branch, Nova Jérsei                   |
| 1924                      | Calvin Coolidge       | Coolidge Homestead                        | Plymouth Notch, Vermont                         |
| 1925                      | Calvin Coolidge       | White Court                               | Swampscott (Massachusetts)                      |
| 1926                      | Calvin Coolidge       | White Pine Camp                           | Paul Smiths, Nova Iorque                        |
| 1927                      | Calvin Coolidge       | Parque Estadual Custer                    | Condado de Custer (Dakota do Sul) (Black Hills) |
| 1928                      | Calvin Coolidge       | Cedar Island Lodge                        | Brule (Wisconsin)                               |
| 1929–1932                 | Herbert Hoover        | Casa de Lou Henry e Herbert Hoover        | Palo Alto, Califórnia                           |
| 1933–1939                 | Franklin D. Roosevelt | Parque Internacional Roosevelt Campobello | Ilha Campobello, Novo Brunswick, Canadá         |
| 1933–1944                 | Franklin D. Roosevelt | Little White House                        | Warm Springs (Geórgia)                          |
| 1933–1944                 | Franklin D. Roosevelt | Springwood                                | Hyde Park (Nova Iorque)                         |
| 1953–1955                 | Dwight D. Eisenhower  | Base Aérea de Lowry                       | Denver Colorado                                 |
| 1956–1960                 | Dwight D. Eisenhower  | Residência do Comandante, Fort Adams      | Newport (Rhode Island)                          |
| 1961–1963                 | John F. Kennedy       | Fazenda Hammersmith                       | Newport (Rhode Island)                          |
| 1961–1963                 | John F. Kennedy       | Kennedy Compound                          | Hyannis Port, Massachusetts                     |
| 1964–1968                 | Lyndon B. Johnson     | LBJ Ranch                                 | Condado de Gillespie, Texas                     |
| 1969–1974                 | Richard Nixon         | Florida White House                       | Key Biscayne, Flórida                           |
| 1969–1974                 | Richard Nixon         | La Casa Pacifica                          | San Clemente (Califórnia)                       |
| 1974–1977                 | Gerald Ford           | Bass Residence                            | Vail (Colorado)                                 |
| 1974–1977                 | Gerald Ford           | Firestone Residence                       | Palm Springs, Califórnia                        |
| 1977–1980                 | Jimmy Carter          | 209 Woodland Drive                        | Plains (Geórgia)                                |
| 1981–1988                 | Ronald Reagan         | Rancho del Cielo                          | Santa Bárbara (Califórnia)                      |
| 1989–1992                 | George H. W. Bush     | Walker's Point Estate                     | Kennebunkport (Maine)                           |
| 1998–1999                 | Bill Clinton          | Georgica Pond                             | East Hampton, Nova Iorque                       |
| 2001–2008                 | George W. Bush        | Prairie Chapel Ranch                      | Crawford (Texas)                                |
| 2009–2012                 | Barack Obama          | Blue Heron Farm                           | Martha's Vineyard, Massachusetts                |
| 2013                      | Barack Obama          | Chilmark House                            | Martha's Vineyard, Massachusetts                |
| 2017–2020 2025–atualmente | Donald Trump          | Trump National Golf Club Bedminster       | Bedminster (Nova Jérsei)                        |
| 2021–2025                 | Joe Biden             | Nenhum                                    | North Shores, Delaware                          |

### Casa Branca de Inverno
Uma "Casa Branca de Inverno" é normalmente o nome dado à residência de férias de inverno do presidente dos Estados Unidos em exercício, além de Camp David, o acampamento militar em uma montanha no Condado de Frederick, Maryland, usado como retiro rural e para proteção de alerta do presidente e seus convidados.
Embora Harry Truman e John F. Kennedy tenham passado um tempo significativo na Flórida (Harry Truman passou um tempo lá no verão), a Florida White House de Richard Nixon foi a primeira que os repórteres chamaram de "Casa Branca de Inverno".
| Anos                      | Presidente            | Nome da propriedade                               | Localização                 |
| ------------------------- | --------------------- | ------------------------------------------------- | --------------------------- |
| 1912–1913                 | Woodrow Wilson        | Beaulieu (John M. Ayer Estate, Dixie White House) | Pass Christian, Mississippi |
| 1921–1923                 | Warren G. Harding     | John Ringling Estate                              | Bird Key, Flórida           |
| 1923–1929                 | Calvin Coolidge       | Howard E. Coffin Estate                           | Ilha Sapelo, Geórgia        |
| 1933–1945                 | Franklin D. Roosevelt | Little White House                                | Warm Springs (Geórgia)      |
| 1945–1953                 | Harry S. Truman       | Harry S. Truman Little White House                | Key West (Flórida)          |
| 1953–1961                 | Dwight D. Eisenhower  | Eisenhower Cabin, Augusta National Golf Club      | Augusta (Geórgia)           |
| 1961–1963                 | John F. Kennedy       | La Querida                                        | Palm Beach (Flórida)        |
| 1969–1974                 | Richard Nixon         | Nixon's Florida White House                       | Key Biscayne, Flórida       |
| 2009–2017                 | Barack Obama          | Plantation Estate                                 | Kailua (Havaí)              |
| 2017–2020 2025–atualmente | Donald Trump          | Mar-a-Lago                                        | Palm Beach (Flórida)        |

### Casa Branca Ocidental/Sul

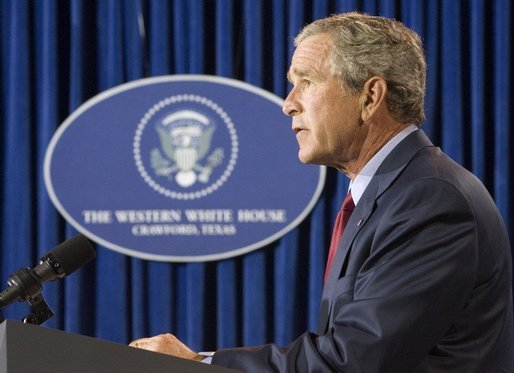
O presidente George W. Bush fala à imprensa de seu rancho em Crawford, Texas, no domingo, 28 de agosto de 2005. O logotipo ao fundo foi criado pelo governo Bush em agosto de 2001, e foi exibido em coletivas de imprensa durante as estadas de Bush em seu rancho em Crawford. A placa diz:
THE WESTERN WHITE HOUSE
CRAWFORD, TEXAS

A Casa Branca Ocidental e a Casa Branca Sul são termos às vezes aplicados a residências adicionais do presidente, especialmente quando essas residências estão muito distantes do Distrito de Columbia. Exemplos famosos incluem o resort Mar-a-Lago de Donald Trump em Palm Beach, Flórida, bem como o rancho de Prairie Chapel de George W. Bush em Crawford, Texas; Lyndon B. Johnson, Richard Nixon e Ronald Reagan também usaram o termo para suas residências particulares (Nixon e Reagan na Califórnia, Johnson no Texas).

### Outras "Casas Brancas" secundárias
O primeiro gasto governamental em melhorias de propriedade de residências presidenciais privadas foi na fazenda de Gettysburg de Dwight Eisenhower, onde o Serviço Secreto acrescentou três postos de guarda em uma cerca. A lei federal agora permite que o presidente designe uma residência fora da Casa Branca como seu escritório temporário, para que o dinheiro federal possa ser usado para fornecer as instalações necessárias.

## Outras residências oficiais ocupadas por presidentes

### Residências oficiais ocupadas enquanto em outros cargos
Esta é uma lista de residências oficiais ocupadas por indivíduos que posteriormente serviram como presidentes com suas famílias enquanto serviam no cargo relacionado à residência.
| Ordem | Presidente            | Residência                                                                  | Cargo relacionado                                                     |
| ----- | --------------------- | --------------------------------------------------------------------------- | --------------------------------------------------------------------- |
| 10    | John Tyler            | Mansão Executiva (Richmond, Virginia)                                       | Governador da Virgínia (serviu de 1825–1827)                          |
| 22/24 | Grover Cleveland      | Mansão Executiva do Estado de Nova Iorque (Albany, Nova Iorque)             | Governador de Nova Iorque (serviu de 1883–1885)                       |
| 26    | Theodore Roosevelt    | Mansão Executiva do Estado de Nova Iorque (Albany, Nova Iorque)             | Governador de Nova Iorque (serviu de 1899–1900)                       |
| 27    | William Howard Taft   | Palácio de Malacañan (Manila, Filipinas)                                    | Governador-geral das Filipinas (serviu de 1901–1903)                  |
| 28    | Woodrow Wilson        | Prospect House (Princeton, Nova Jérsei)                                     | Presidente da Universidade de Princeton (serviu de 1902–1910)         |
| 32    | Franklin D. Roosevelt | Mansão Executiva do Estado de Nova Iorque (Albany, Nova Iorque)             | Governador de Nova Iorque (serviu de 1929–1932)                       |
| 39    | Jimmy Carter          | Mansão do Governador da Geórgia (Atlanta, Geórgia)                          | Governador da Geórgia (serviu de 1971–1975)                           |
| 41    | George H. W. Bush     | Residência do Embaixador dos Estados Unidos nas Nações Unidas (Nova Iorque) | Embaixador dos Estados Unidos nas Nações Unidas (serviu de 1971–1973) |
| 41    | George H. W. Bush     | Number One Observatory Circle (Washington, D.C.)                            | Vice-presidente dos Estados Unidos (serviu de 1981–1989)              |
| 42    | Bill Clinton          | Mansão do Governador do Arkansas (Little Rock, Arkansas)                    | Governador do Arkansas (serviu de 1979–1981 e 1983–1992)              |
| 43    | George W. Bush        | Mansão do Governador do Texas (Austin, Texas)                               | Governador do Texas (serviu de 1995–2000)                             |
| 46    | Joe Biden             | Number One Observatory Circle (Washington, D.C.)                            | Vice-presidente dos Estados Unidos (serviu de 2009–2017)              |

### Residências oficiais ocupadas por presidentes enquanto outro membro de sua família serviu em outros cargos
Esta é uma lista de residências oficiais ocupadas por presidentes com suas famílias (antes ou após o mandato) enquanto outro membro de sua família serviu no cargo relacionado à residência.
| Ordem | Presidente             | Residência                            | Notas                                                                                     |
| ----- | ---------------------- | ------------------------------------- | ----------------------------------------------------------------------------------------- |
| 9     | William Henry Harrison | Mansão Executiva (Richmond, Virgínia) | Residiu lá durante o mandato de seu pai, Benjamin Harrison V, como governador da Virgínia |